# Fiskeguide
En fiskeguide är en person som mot betalning hjälper andra personer att fånga fisk, till exempel genom spinnfiske, flugfiske, ismete eller trolling. Enligt Fiskeriverkets Fritidsfiskerapport från 2007 finns cirka 450 företag registrerade som fiskeguider.
Vanligtvis tillhandahåller fiskeguiden båt, fiskeredskap (spö och beten) samt även mat. Fisketurerna sträcker sig normalt över en hel dag. Båtarna är specialutrustade för sportfiske. Normalt används 5-6 meter långa båtar, som tar tre till sex kunder.
Fiskeguiderna följer catch and release-förfarandet, det vill säga fångade fiskar släpps tillbaka levande.
Catch and release introducerades i Sverige främst inom fiske på ädelfisk men författare och fiskeguide Hans Nordin propagerade för det även när det gäller gädda, abborre och gös redan 1987 då han skrev artiklar för Fiskejournalen. Utgångspunkterna skiljer sig då det rör ädelfisk och annan fisk. I det första fallet brukar man ange en minsta längd för att få ta upp fisken i det andra fallet handlar det om att inte döda fisk som man ändå inte kommer att äta upp.
Fiskeguider har organiserat sig inom Sveriges Organiserade Fiskeguider
Många fiskeguider deltar i fisketävlingar runt om i landet. Bra resultat i tävlingar kan fungera som ett sätt för guiden att marknadsföra sig och i vissa fall finns det också vinstpengar.